# 塞拉努斯
塞拉努斯是巴西米纳斯吉拉斯州的一个市镇。总面积212.493平方公里，总人口2063人，人口密度9.7人/平方公里。